# António Rodrigues dos Santos Pedroso
António Rodrigues dos Santos Pedroso ComC • ComA • GOA • MSMM • GOB • ComIP • MOCE • MV • MCC (Lisboa, 14 de Fevereiro de 1894 - ?) foi um engenheiro civil, militar, político e benemérito português.

## Biografia
Filho de Ernesto dos Santos Pedroso e de sua mulher Gaudência do Carmo Rodrigues, casou com Marta Morão.
Militar de Carreira, diplomou-se em Engenharia Civil no Instituto Superior Técnico da Universidade Técnica de Lisboa e, ao longo da vida, teve muitos e variados interesses que ultrapassaram a carreira das Armas. Oficial do Exército, assentou Praça a 3 de Agosto de 1916, sendo Promovido a Alferes no ano seguinte, em 1917, tendo servido na Frente Francesa no Corpo Expedicionário Português durante a Primeira Guerra Mundial. Regressado das trincheiras, foi elevado a Tenente em 1919, ao serviço da Artilharia, a Capitão em 1929 e a Major em 1932, e assumiu os cargos de Segundo-Comandante do Regimento de Artilharia N.º 3, de Promotor de Justiça no 1.º Tribunal Militar Territorial e no 2.º Tribunal Militar Territorial e, depois, de Subdirector da Fábrica de Material de Guerra de Braço de Prata, função que ainda desempenhava em 1949.
Foi como Major que fez a sua estreia política: a 4 de Novembro de 1934 tornou-se Vogal da Comissão Executiva da União Nacional, liderada por Carneiro Pacheco. Ajudou, por isso, a organizar a primeira campanha eleitoral do Estado Novo, tendo sido, também, Vice-Presidente da Comissão Distrital de Lisboa da União Nacional. Entusiasta das actividades de empenhamento das massas, foi Director de Instrução do Batalhão N.º 5 da Legião Portuguesa e dos Serviços de Camaradagem da Mocidade Portuguesa.
Exerceu vários cargos políticos, nomeadamente na União Nacional. Eleito Deputado à Assembleia Nacional na I Legislatura, de 1935 a 1938, e na II Legislatura, de 1938 a 1942, a sua actuação na Assembleia Nacional não foi especialmente notória, tendo apenas quatro intervenções nas duas Legislaturas. Em Maio de 1937 discutiu as Propostas de Lei sobre o Recrutamento Militar e a Organização Geral do Exército, lamentando a falta de Oficiais nas Unidades e pedindo o aumento de meios para a instrução militar. Noutra altura, a 20 de Fevereiro de 1941, pronunciou-se a favor de os Ministros ou Subsecretários de Estado que fossem militares de carreira serem dispensados da prestação dalgumas condições necessárias à promoção. Durante a II Legislatura foi Presidente da Comissão Administrativa da Junta Geral do Distrito de Lisboa, e, a seguir, da Junta da Província da Estremadura, que substituiu aquele corpo administrativo, cargo que exerceu desde 1935, com interrupção de quatro anos, e da Junta Efectiva de 1938 a 1941. Enquanto Presidente da Junta da Província da Estremadura, teve uma acção muito benéfica nos serviços sociais daquela região, produziu obra notável no capítulo da assistência, estabelecendo e tendo promovido o desenvolvimento dum Instituto Policlínico que favorecia os mais carenciados e dava consultas e medicamentos grátis ou a preços ínfimos a milhares de famílias das classes média, baixa, e aos indigentes, e fundou e ampliou, promovendo, também, a assistência pré-natal e aos recém-nascidos por intermédios de numerosos postos de puericultura, que desenvolveram notável actividade em toda a Província da Estremadura. Para além disso, desenvolveu a Escola Agrícola da Paiã, alargando o seu âmbito profissional a outras actividades.
Finda a sua experiência parlamentar, foi nomeado Presidente da Comissão de Recepção do Material Antiaéreo, em 1943, e, um ano depois, em 1944, foi promovido a Tenente-Coronel. Nessa qualidade, assumiu o cargo de Segundo-Comandante do Regimento de Artilharia Ligeira N.º 4, em Leiria, de 1944 a 1945. No ano seguinte, foi transferido para o Regimento de Artilharia Pesada N.º 1, em Sacavém, com o mesmo cargo. Já em 1946, foi novamente transferido, desta vez para Lisboa, onde foi promovido a Chefe da Secção Técnica da Defesa Marítima daquela cidade. Em 1947 foi elevado a Coronel. Passou à reserva a 14 de Julho de 1952, sendo, nesta data, nomeado Chefe da 1.ª Repartição da Administração Geral do Exército. No mesmo ano, tornou-se Presidente do Conselho de Administração da CIDLA - Combustíveis Industriais e Domésticos Companhia Limitada, tendo passado à reforma do serviço militar a 14 de Fevereiro de 1964, com 70 anos de idade.
Foi condecorado com a Medalha Comemorativa da Campanha França 1917-1918, a Medalha da Vitória, a Medalha da Defesa Marítima de Lisboa, a Medalha de Ouro de Comportamento Exemplar, a Medalha de 2.ª Classe de Mérito Militar, feito Grande-Oficial da Ordem de Benemerência a 17 de Março de 1933, Comendador da Ordem Militar de São Bento de Avis a 15 de Junho de 1939, Comendador da Ordem Militar de Nosso Senhor Jesus Cristo a 27 de Maio de 1944, elevado a Grande-Oficial da Ordem Militar de São Bento de Avis a 23 de Outubro de 1950 e Comendador da Ordem da Instrução Pública a 28 de Julho de 1958 Ilustríssimo Senhor Comendador de Número da Ordem de Cisneros de Espanha e Military Cross da Grã-Bretanha e Irlanda.
Em sua homenagem foi dado o seu nome à Rua Coronel Santos Pedroso, em Lisboa.